# Garevac
Garevac är en ort i Bosnien och Hercegovina.   Den ligger i entiteten Republika Srpska, i den nordöstra delen av landet, 120 km norr om huvudstaden Sarajevo. Garevac ligger 101 meter över havet och antalet invånare är 2 795.
Terrängen runt Garevac är platt åt nordost, men åt sydväst är den kuperad.Närmaste större samhälle är Odžak, 5,0 km norr om Garevac. 
Trakten runt Garevac består till största delen av jordbruksmark. Runt Garevac är det ganska tätbefolkat, med 67 invånare per kvadratkilometer.